# Bobby Scott (homme politique)
Robert Cortez Scott dit Bobby Scott, né le 30 avril 1947 à Washington (district de Columbia), est un homme politique américain. Membre du Parti démocrate, élu de Virginie à la Chambre des représentants des États-Unis depuis 1993.

## Biographie
Bobby Scott étudie le droit au Harvard College et au Boston College. Pendant ses études, il est membre de l'armée de réserve des États-Unis. Diplômé d'un juris doctor en 1973, il devient avocat et intègre l'Army National Guard du Massachusetts de 1974 à 1976.
En 1977, il est élu à la Chambre des délégués de Virginie où il représente Newport News. Cinq ans plus tard, il est élu au Sénat virginien. Il reste membre de la haute assemblée jusqu'en 1993. Au sein de la législature de Virginie, il travaille notamment sur la réforme de la justice pénale.
En 1986, il est candidat à la Chambre des représentants des États-Unis. Il remporte la nomination démocrate mais, avec 44 % des voix, il est battu par le républicain Herbert Bateman (en). Il est à nouveau candidat en 1992. Le 3e district, où il se présente, vient d'être redécoupé ; il s'étend désormais des Hampton Roads à Richmond et est majoritairement afro-américain. Bobby Scott remporte facilement la primaire démocrate avec 67 % des suffrages. Il est élu représentant avec 78,6 % des voix face au républicain Daniel Jenkins. Il est alors le premier afro-américain élu au Congrès pour la Virginie depuis la Reconstruction.
En 1994, 1996 et 1998, il est reconduit par 76 à 82 % des électeurs. Entre 2000 et 2008, il est réélu tous les deux ans avec plus de 95 % des voix, sans opposant républicain (à l'exception de 2004 où il rassemble 69,3 % des suffrages face à la républicaine Winsome Sears). Depuis 2010, il est toujours réélu avec plus de 70 % des voix.
En 2014, la justice estime que sa circonscription — redécoupée par les républicains en 2012 — viole le Voting Rights Act. Victime de « gerrymandering », elle regroupe de nombreux électeurs afro-américains pour faciliter l'élection de républicains dans les districts voisins. Le 3e district est alors redessiné en janvier 2016 : il devient plus compact, perd la capitale de l'État (Richmond) et n'est plus noir qu'à 45 % (contre 56 % auparavant),. En novembre 2016, il est candidat à un nouveau mandat dans ce nouveau district.
Bobby Scott est considéré comme l'un des favoris (avec son collègue Don Beyer) pour remplacer Tim Kaine au Sénat des États-Unis si le ticket Clinton-Kaine remporte l'élection présidentielle de 2016.